# Megaversal System
 Note : à l'heure de la rédaction de cet article, aucun jeu Palladium Books n'a été traduit en français. Les termes utilisés peuvent différer d'une possible traduction officielle ultérieure.
Le Megaverse System ou système Palladium est un ensemble de règles de jeu de rôle générique créé par Kevin Siembieda, commun à tous les jeux du Megaverse (méga-univers, contraction de mega et de universe, concept regroupant presque tous les jeux de l'éditeur) de Palladium Books.

## Jeux édités par Palladium Books
La liste des jeux utilisant le Megaverse System comprend notamment :
- The Mechanoid Invasion (première ébauche du système, 1981, 1985 sous le nom The Mechanoids)
- Palladium Fantasy RPG (1983, 1996)
- Heroes Unlimited (1984, Revised Heroes Unlimited 1987, Heroes Unlimited 2nd ed 1998)
- Teenage Mutant Ninja Turtles and other strangeness (1985, 1989)
- Robotech (1986, 2008) et Macross II (1993)
- Beyond the Supernatural (1988, 2005)
- Ninjas and Superspies (1988)
- Rifts (1990, 2005, spin-off Rifts Chaos Earth 2003)
- Nightbane (1995 sous le titre Nightspawn, 1996)
- Systems Failure (1999)
- After the Bomb (2001)
- Splicers (2004)
- Dead Reign (2008)

Quelques jeux de Palladium utilisent cependant un système distinct :
- Valley of the Pharaohs
- RECON

C'est un système de jeu à classes, niveaux et compétences.

## Mondes parallèles duMegaverse
Les mondes décrits dans les différents jeux sont des mondes parallèles, qui cohabitent dans des dimensions différentes, et qui forment le Megaverse.

## Le personnage
Le personnage est défini par huit caractéristiques, déterminées par 3d6 (3–18), un quatrième dé est ajouté si l'on tire 17 ou 18 :
- caractéristiques mentales : IQ (intelligence quotient, quotient intellectuel), ME (mental endurance, endurance mentale, volonté), MA (mental affinity, affinité mentale, charisme) ;
- caractéristiques physiques : PS (physical strength, force physique), PE (physical endurance, endurance physique), PP (physical prowess, habileté physique), PB (physical beauty, beauté physique), Spd (speed, vitesse).

Le poids que l'on peut transporter est égal à environ PS × 5 kg. Le score de vitesse (Spd) correspond grosso modo à la vitesse en km/h à laquelle peut courir un personnage (course normale).
La « philosophie de la vie » du personnage est définie par son alignement. Il existe sept alignements répartis en trois types très marqués :
- Bon (good) :
  - Homme de principes (principled) : le gentil qui évite la violence et prône la justice ;
  - Scrupuleux (scrupulous) : personnage bon mais violent qui est prêt à tuer, à commettre des violences ou à enfreindre la loi pour « la bonne cause », mais uniquement lorsque cela est indispensable ; sinon, il respecte la loi et la vie. C'est un personnage du genre de l'Inspecteur Harry (Dirty Harry, Clint Eastwood) ou du Justicier dans la ville (Death Wish, Charles Bronson) ;
- Égoïste (selfish) : tout ce que l'homme fait en dehors d'une cause est pour son bénéfice personnel :
  - Opportuniste (unprincipled, littéralement homme sans principe, sans scrupule) : il a tendance à être plutôt gentil, il tourne les événements à son avantage mais refuserait de faire le mal même si ça lui rapporte ; c'est le personnage de Han Solo (Harrison Ford) de Star Wars].
  - Anarchiste (anarchist)[2] : il est prêt à faire tout ce qui lui rapporte.
- Mauvais (evil) :
  - Misérable (miscreant, c'est un faux ami) : méchant classique qui fait le mal pour y gagner quelque chose.
  - Diabolique (diabolic) : il fait le mal pour le plaisir.
  - Aberrant (aberrant) : il fait le mal mais avec un sens de l'honneur assez poussé.

La notion d'alignement est assez différente de celle de Donjons et Dragons (D&D). Dans D&D, l'alignement détermine aussi la philosophie de la vie et le comportement général du personnage, mais c'est surtout une aura que dégage le personnage et qui peut être perçue par des êtres et objets magiques. Ici, il s'agit juste d'une orientation générale du comportement du personnage ; elle n'est pas liée au fantastique et est définie aussi dans les jeux de type science-fiction. Il n'y a que sept alignements (contre neuf dans D&D), le Neutre absolu n'existe pas.
La profession du personnage est désignée par une classe ou OCC (occupationnal character class, classe professionnelle du personnage).
Le personnage progresse en accumulant des points d'expérience. Ces points d'expérience sont distribués par le maître de jeu en prenant en compte aussi bien la participation à l'action que l'interprétation du personnage. Un personnage joué assidûment durant plusieurs années peut espérer atteindre le niveau 10, mais il sera alors âgé (plus de 70 ans pour un humain). Les dieux de Palladium n'ayant qu'une seule classe ont un niveau d'environ 20, ceux ayant plusieurs classes ont un niveau d'environ 15 dans leur classe principale.

## Classe, niveau et compétence
Les personnages commencent au niveau 1. Ils montent de niveau lorsqu'ils ont accumulé suffisamment de points d'expérience. La progression dépend de la classe, mais est grosso modo similaire pour tous : le deuxième niveau requiert environ 2 000 points d'expérience, le cinquième (haut niveau) environ 15 000 et le dixième (très haut niveau) environ 80 000.
Pour chaque classe, les compétences se répartissent en trois types : les compétences de classe (O.C.C. skills), les compétences en rapport avec la classe (O.C.C. related skills) et les compétences secondaires (secondary skills). Lorsqu'il change de niveau, le personnage peut sélectionner un certain nombre de compétences de chaque type, le nombre pour chaque type dépendant de la classe.
Lorsqu'un personnage prend une compétence, celle-ci est au degré 1, puis elle progresse au même rythme que le personnage, de un degré par niveau. Par exemple, si un personnage a pris la compétence « Détecter une embuscade » (Detect Ambush) alors qu'il avait le niveau 3, lorsqu'il atteint le niveau 5, cette compétence est au degré 3.
La plupart du temps, le niveau de la compétence détermine le pourcentage de réussite, sous la forme
réussite = base + n × niveau %
à l'exception des compétences de combat rapproché (hand to hand) et armé (WP, Weapon Proficiency) qui fournissent de nouvelles capacités (faire tel type d'attaque) ou bien un bonus au jet d'attaque (voir plus bas). Certaines compétences physique permettent d'augmenter les caractéristiques (par exemple, la musculation augmente le score en force PS).

## Résolution des actions
La résolution des actions fait intervenir les compétences (skills) du personnage. Les compétences s'expriment sous la forme d'un pourcentage ; l'action réussit si le jet d'un d100 est inférieur à la valeur. Si l'action est difficile, le maître de jeu a la possibilité d'attribuer un malus de 5 à 30 % à discrétion.
Il existe deux exceptions :
- les jets de résistance aux traumatismes (saving throws, littéralement « jets de sauvegarde »), comme les empoisonnements ;
- les jets de combat.

Ces actions-là se jouent avec un dé à vingt face, l'action est réussie si
1d20 + bonus > seuil
le bonus est donné par une caractéristique (seules les caractéristiques de 16 et plus donnent un bonus) et peut être augmenté par la possession d'une compétence (skill) à un niveau donné. Le seuil est fixé dans les règles.

## Santé et dommages
La capacité à résister aux blessures est composée de deux caractéristiques : les points de vie (HP, hit points) qui représentent la santé, et les points de structure (SDC, structural damage capacity), qui représentent le « blindage » naturel du personnage, sa capacité à encaisser les coups. Lorsqu'un personnage subit des dommages, il perd d'abord des points de structure (SDC) puis des points de vie (HP), mais seule la perte de points de vie met sa vie en danger. À 0 point de vie, le personnage est dans le comas, et avec un score fortement négatif (l'opposé de l'endurance physique, -PE), le personnage meurt.
Le nombre initial de point de vie qu'a un personnage est son score en endurance physique (PE), auquel s'ajoute 1d6 par niveau. Ainsi, un personnage du premier niveau a en moyenne 12 points de vie, il en a 24 au 5e niveau et 39 au 10e. Les points de structure valent 3d6 pour une profession guerrière (9 en moyenne) et 1d6 pour une profession non guerrière (3 en moyenne). Les points de structure peuvent augmenter si l'on prend certaines compétences physiques.
Les objets n'ont que des points de structure, pas de point de vie ; pour détruire un objet, il faut lui infliger des dégâts jusqu'à ce que ses points de structure tombent à 0. À titre de comparaison, une arme (épée) a environ 50 points de structure et une porte en bois d'intérieur 100 (certes la porte est plus fragile, mais il faut faire un trou suffisant pour pouvoir passer).
Les blindages (du type char d'assaut ou mecha) s'expriment en points de méga-structure (MDC, mega-structure damage capacity). Un point de méga-structure vaut 100 points de structure, mais seules les armes infligeant des méga-dommages peuvent attaquer les blindages : on ne peut pas faire perdre un point de méga-structure à un blindage en tapant cent fois avec une épée…

## Résolution des combats
Un tour de jeu (round) dure 15 secondes ; cela correspond à une passe d'armes. Pour l'initiative, un d20 est jeté pour chaque personnage, les personnages agissent par ordre décroissant (celui qui a le plus haut score agit en premier), excepté pour les attaques par surprise ou les attaques à distance qui sont résolues en premier.
- Les personnages qui n'ont pas de compétence de combat ne peuvent faire que deux actions durant un tour, par exemple : attaquer, et parer ou esquiver ou bloquer l'arme de l'adversaire ; à partir du 6e niveau de personnage, il acquièrent la possibilité de faire une troisième action durant un tour[3].
- Les personnages qui ont une compétence de combat rapproché (hand to hand) peuvent faire deux actions supplémentaires (en plus des deux actions de base), et les parades ne comptent pas pour une action, donc : quatre attaques ou deux attaques et deux esquives ou… et ils peuvent faire autant de parades qu'ils veulent. À partir du 4e niveau de compétence, ils acquièrent la possibilité de faire une troisième action supplémentaire durant le tour (donc cinq actions au total), et à partir du 9e niveau de compétence, ils peuvent en faire quatre (six actions au total).

L'attaquant fait un jet d'attaque :
jet d'attaque = 1d20 + bonus
le bonus comportant le bonus d'habileté physique (PP) et le bonus dû au niveau s'il a une compétence de combat rapproché (hand to hand). Si le jet d'attaque fait entre 1 et 4, l'attaque échoue. À partir de 5, l'attaque porte.
Si l'attaque porte, le défenseur qui veut parer (parry), esquiver (dodge) ou bloquer l'arme (entangle) fait un jet de défense :
jet défense = 1d20 + bonus
le bonus comportant le bonus d'habileté physique (PP) et le bonus dû au niveau s'il a une compétence de combat rapproché (hand to hand). Si le jet de défense est supérieur ou égal au jet d'attaque, la défense réussit et le défenseur ne subit pas de dégât. Sinon, il peut tenter d'amortir le coup (roll with impact) ; il fait un autre jet de défense (le bonus est différent), et si le jet de défense est supérieur ou égal au jet d'attaque, il divise les dégâts par deux, mais il perd la possibilité de faire une action.
Les armures ont un indice de protection (AR, armor rating). Si le jet d'attaque est entre 5 et l'indice de protection (AR), c'est l'armure qui encaisse la totalité des dommages, les dégât sont déduits de ses points de structure (SDC) ; lorsque l'armure arrive à 0 point de structure, elle est détruite et ne protège plus. Si le jet d'attaque est supérieur à l'indice de protection (AR), le coup touche une partie non protégée, et c'est le personnage qui subit les dégâts et perd des points de structure (SDC) puis des points de coup (HP).
Il y a possibilité de faire de nombreux types d'attaque : attaque en force, agripper, projeter, contrer… les possibilités de manœuvre augmentant avec la progression en compétence de combat. Certaines manœuvres (comme l'attaque en sautant) prennent plusieurs actions de combat.

## Magie
L'univers est parcouru de courants d'énergie psychique, qui se concentrent dans des méridiens (ley lines)
qui sillonnent la surface des planètes ; les méridiens se croisent en des points appelés nœuds ou nexus (ley line nexus points en anglais). La magie
consiste à canaliser cette énergie.
Concrètement, sur les planètes ayant de forts courants d'énergie psychique, certains personnages peuvent manipuler cette énergie ; ils disposent alors de points d'énergie psychique (PPE, potential psychic energy). La canalisation de cette énergie se fait essentiellement par le verbe : la prononciation d'une phrase dans une langue mystique permet de lancer un sort, ou bien d'accumuler l'énergie dans un symbole graphique, glyphe (ward)
ou cercle magique (cercle de protection, d'incantation ou de pouvoir).
Lorsque le personnage lance le sort ou bien active le symbole graphique (glyphe ou cercle), il dépense des points d'énergie psychique (PPE). Ces points se récupèrent avec le temps, plus rapidement si le personnage est à proximité d'un méridien (ley line), encore plus rapidement s'il est à proximité d'un nœud (nexus).
Le nombre de points d'énergie psychique d'un être augmentent au moment de sa mort. C'est la raison pour laquelle certains sorciers maléfiques pratiquent les sacrifices. Mais la mort massive d'êtres vivants (par exemple à l'occasion d'un cataclysme) provoque également une brusque libération d'énergie psychique, qui peut aller jusqu'à ouvrir des fissures (rifts) entre les dimensions ; c'est notamment ce qui a causé le cataclysme sur la Terre de Rifts.
L'énergie psychique disponible à proximité des nœuds augmente à certains moments de la journée (midi et minuit) et de l'année (solstices et équinoxes), ainsi qu'à chaque alignement spécifique d'astres (notamment éclipses, mais aussi phénomènes plus rares). Lors des « explosions » d'énergie, des failles (rifts) peuvent s'ouvrir entre les dimensions.
La puissance des méridiens et des nœuds détermine le niveau de magie du monde ; il est assez élevé dans le monde de Palladium (Palladium Fantasy RPG), très élevé sur la Terre de Rifts, mais peu élevé sur la Terre de Robotech (pas de magie disponible). La magie est bien plus puissante sur la Terre de Rifts, par exemple, les êtres magiques ont des points de méga-structure (MDC) au lieu de points de structure (SDC), et les armes magiques infligent des méga-dommages (par exemple si une épée magique inflige 2d6 SDC/HP dans le monde de Palladium, elle inflige 2d6 MDC/×100 HP sur la terre de Rifts).

## Pouvoirs psychiques
Certains personnages peuvent avoir des pouvoirs métapsychiques (psionic). Ces pouvoirs sont similaires à la magie : leur puissance et les capacités de récupération augmentent avec la proximité des méridiens (ley lines) et nœuds (nexus) d'énergie psychique (PPE), cependant, ils ne font appel qu'à l'esprit (pas d'incantation ni de composante matérielle). Ainsi, les personnages psypotents n'ont que très peu de point d'énergie psychique (PPE), ceux-ci ont été quasiment tous investis dans le développement des pouvoirs psychiques. Par contre, ils disposent de points de force interne (ISP, internal strength points), ce sont ces points qui sont dépensés lorsqu'ils utilisent leurs pouvoirs. Les points de force interne sont récupérés par le sommeil ou la méditation.